# Saison 5 de The Expanse
Chronologie
Saison 4 Saison 6
Cet article présente la cinquième saison de la série télévisée The Expanse.

## Synopsis de la saison
Bien que la crise sur Ilos ait pu être résolue, le terroriste ceinturien Marco Inaros a lancé des astéroïdes en direction de la Terre, et cherche à rassembler l'ensemble de la Ceinture sous l'égide de sa nouvelle « Flotte Libre ». La dévastation qui s'ensuit décapite le gouvernement de l'ONU, qui se tourne vers Christjen Avasarala pour assurer l’intérim. En outre, Inaros a enlevé Naomi Nagata et la retient prisonnière. Dans le même temps, Alex et Bobbi enquêtent sur les lien d'Inaros avec Mars, et découvrent que des membres haut placés de la Flotte martienne approvisionnent la Flotte Libre non seulement en armes et équipements, mais aussi en vaisseaux de guerre.

## Distribution

### Acteurs principaux
- Steven Strait (VF : Maxime Van Santfoort)[1] : James « Jim » Holden
- Cas Anvar (VF : Steve Driesen) : Alex Kamal
- Dominique Tipper (VF : Mélissa Windal) : Naomi Nagata
- Wes Chatham (VF : Nicolas Matthys) : Amos Burton
- Shohreh Aghdashloo (VF : Francine Laffineuse) : Chrisjen Avasarala
- Frankie Adams (VF : Myriem Akheddiou) : Roberta « Bobbie » Draper
- Cara Gee (VF : Marcha Van Boven) : Camina Drummer
- Keon Alexander : Marco Inaros
- Jasai Chase Owens : Filip Inaros

### Acteurs récurrents
- Lily Gao : Nancy Gao, secrétaire générale des Nations unies
- Sugith Varughese : David Paster, secrétaire général intérimaire des Nations unies
- Michael Irby : Amiral Félix Delgado, commandant de la Home Fleet des Nations unies
- Chad L. Coleman : Fred Johnson, chef de la station Tycho de l'APE
- José Zúñiga : Carlos "Bull" De Baca, second de Fred Johnson et chef de la sécurité sur la station Tycho
- Brent Sexton : Cyn, membre de la Flotte Libre, ancien ami de Naomi Nagata
- Anna Hopkins : Monica Stuart, journaliste
- Sandrine Holt : Oksana Busch, une des épouses de Camina Drummer et cheffe de sa famille
- Bahia Watson : Sakai
- Olunike Adeliyi : Karal, membre de la Flotte Libre, fidèle fanatique de Marco Inaros
- George Tchortov : Leveau
- Tim Dekay : Contre-Amiral Emil Sauveterre, maître conférencier à l'académie navale de la flotte martienne
- Lara Jean Chorostecki : Lieutenant Emily Babbage, aide de camp de l’amiral Sauveterre
- Michael Benyaer : Arjun Avasarala, époux de Christjen

## Liste des épisodes
1. L'Exode
2. Bouleversements
3. Mère
4. Gaugamèles
5. Défaits
6. Tribus
7. Oyedeng
8. Le Vide
9. Winnipesaukee
10. Les Jeux de Némésis

### Épisode 1:L'Exode
- Michael Irby (Amiral Félix Delgado)
- Chad L. Coleman (Fred Johnson)
- José Zúñiga (Carlos "Bull" De Baca)
- Brent Sexton (Cyn)
- Anna Hopkins (Monica Stuart)
- Bahia Watson (Sakai)
- Olunike Adeliyi (Karal)
- George Tchortov (Leveau)

### Épisode 2:Bouleversements
- Michael Irby (Amiral Félix Delgado)
- Chad L. Coleman (Fred Johnson)
- José Zúñiga (Carlos "Bull" De Baca)
- Sandrine Holt (Oksana)
- Lily Gao (Secrétaire Générale Nancy Gao)
- Anna Hopkins (Monica Stuart)
- Bahia Watson (Sakai)
- Tim Dekay (Contre-Amiral Emil Sauveterre)
- Lara Jean Chorostecki (Lieutenant Emily Babbage)
- Frankie Faison (Charles Jacob Allen)

### Épisode 3:Mère
- Michael Irby (Amiral Félix Delgado)
- Lily Gao (Secrétaire Générale Nancy Gao)
- Bahia Watson (Sakai)
- Lara Jean Chorostecki (Lieutenant Emily Babbage)
- Danny Waugh (Dr Alaoui)

### Épisode 4:Gaugamèles
- Michael Irby (Amiral Félix Delgado)
- Lily Gao (Secrétaire Générale Nancy Gao)
- José Zúñiga (Carlos "Bull" De Baca)
- Anna Hopkins (Monica Stuart)
- Bahia Watson (Sakai)
- Sandrine Holt (Oksana)

### Épisode 5:Défaits
- Michael Irby (Amiral Félix Delgado)
- José Zúñiga (Carlos "Bull" De Baca)
- Brent Sexton (Cyn)
- Anna Hopkins (Monica Stuart)
- Bahia Watson (Sakai)
- Sandrine Holt (Oksana)
- Olunike Adeliyi (Karal)

### Épisode 6:Tribus
- Michael Irby (Amiral Félix Delgado)
- Sugith Varughese (Secrétaire Général David Paster)
- José Zúñiga (Carlos "Bull" De Baca)
- Brent Sexton (Cyn)
- Anna Hopkins (Monica Stuart)
- Sandrine Holt (Oksana)
- Olunike Adeliyi (Karal)

### Épisode 7:Oyedeng
- Michael Irby (Amiral Félix Delgado)
- Sugith Varughese (Secrétaire Général David Paster)
- José Zúñiga (Carlos "Bull" De Baca)
- Brent Sexton (Cyn)
- Anna Hopkins (Monica Stuart)
- Sandrine Holt (Oksana)

### Épisode 8:Le Vide
- Michael Irby (Amiral Félix Delgado)
- Sugith Varughese (Secrétaire Général David Paster)
- José Zúñiga (Carlos "Bull" De Baca)
- Anna Hopkins (Monica Stuart)
- Sandrine Holt (Oksana)
- Olunike Adeliyi (Karal)

### Épisode 9:Winnipesaukee
- Michael Irby (Amiral Félix Delgado)
- Sugith Varughese (Secrétaire Général David Paster)
- José Zúñiga (Carlos "Bull" De Baca)
- Anna Hopkins (Monica Stuart)
- Sandrine Holt (Oksana)
- Olunike Adeliyi (Karal)
- Andrea Davis (Amirale Tesfaye)

### Épisode 10:Les Jeux de Némésis
- Michael Irby (Amiral Félix Delgado)
- José Zúñiga (Carlos "Bull" De Baca)
- Sandrine Holt (Oksana)
- Anna Hopkins (Monica Stuart)
- Olunike Adeliyi (Karal)
- Tim Dekay (Contre-Amiral Emil Sauveterre)
- Lara Jean Chorostecki (Lieutenant Emily Babbage)
- Andrea Davis (Amirale Tesfaye)